# 番茄紅素
番茄紅素（lycopene）又稱茄紅素，是植物中类胡萝卜素生物合成的一个中间物质，分子式 C40H56，属于四萜，親脂性亮紅色，无维生素A活性。番茄紅素存在于番茄和其它紅色果实与蔬菜中，如：西瓜、葡萄柚、木瓜、胡萝卜等。
番茄紅素在人体可能具有抗氧化、清除自由基、促进细胞间连接与信号转导、防癌等多种生理功能。术语 lycopene 源自古希腊语 λύκος（lúkos，wolf）及 περσικών（persikṓn，peach）所构成的番茄旧属名 Lycopersicon（现称番茄组）。

## 色素

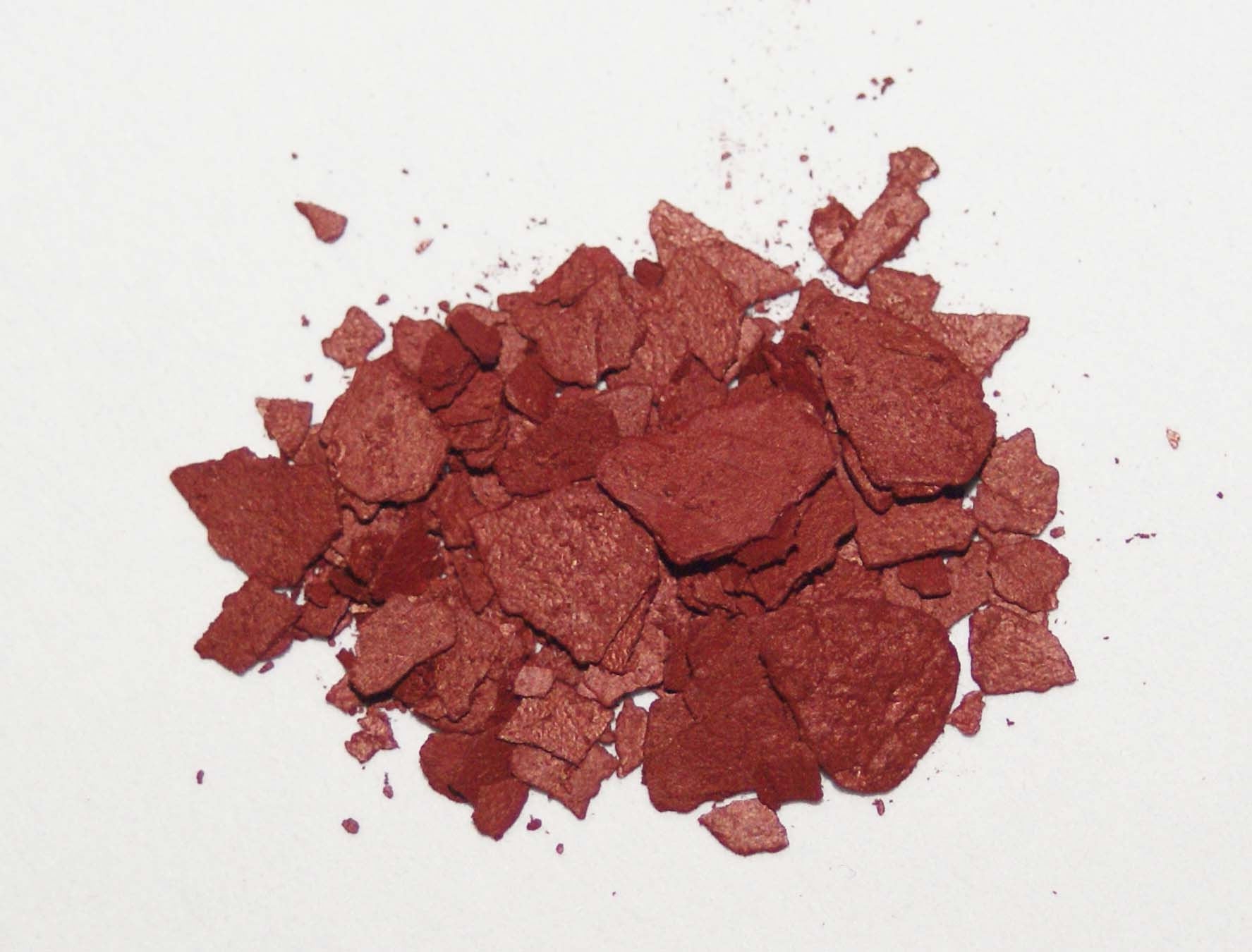
纯的番茄红素是红色的固体

番茄紅素的顏色是由於碳的共軛雙鍵（即單鍵及雙鍵交互出現的結構）。其中的雙鍵降低了電子躍昇到高能階所需的能量，使分子吸收更長波長的可見光。番茄紅素吸收大多數的可見光，因此是紅色。
番茄紅素不溶於水，可做為食物色素。多孔材料（包括多數塑膠）很容易被番茄紅素染色。
若紡織品剛剛沾到番茄汁液，可以輕易的清除。但若塑膠被番茄紅素染色，番茄紅素會擴散到塑膠內，無論用熱水、肥皂、清潔劑都無法清除（不過用漂白水可以破壞番茄紅素的結構）。

## 食物來源
| 番茄紅素含量表 | 番茄紅素含量表  |
| 來源           | 茄红素含量 μg/g |
| -------------- | --------------- |
| 生番茄         | 8.8–42          |
| 番茄汁         | 86–100          |
| 茄汁（料理用） | 63–131          |
| 番茄醬         | 124             |
| 西瓜           | 23–72           |
| 葡萄柚         | 3.6–34          |
| 紅番石榴       | 54              |
| 木瓜           | 20–53           |
| 杏             | < 0.1           |

番茄紅素含量高的水果和蔬菜有番茄、西瓜、葡萄柚、芭樂、木瓜、紅椒。不同品種的番茄和番茄的成熟度也會影響蕃茄中番茄紅素的含量。據統計番茄和各類番茄製品佔了85%的日常生活番茄紅素攝取量。
不同於其他的營養素，例如維生素C，會在烹煮的過程中流失。番茄的食品加工，反而會提高番茄紅素的生物利用度。番茄醬中的番茄紅素的生物利用度比生鮮番茄高了四倍。這是因為番茄紅素不溶於水，但是溶於油，而且緊密地結合在植物纖維裡，所以烹煮、打碎番茄和加入油脂，可以大大提高消化系統吸收番茄紅素的能力。因此加工過的番茄製品像是番茄汁、湯、醬反而有比較高的生物利用度。